# アラビア語ナジュド方言
アラビア語ナジュド方言は、アラビア語の口語（アーンミーヤ）のひとつで、半島方言に分類される言語。アラビア半島、サウジアラビアの中央部のナジュド地方で主に話されている。さらに4つの方言に分けることができる。

アラビア語の口語（アーンミーヤ）の方言地図